# Мальмё-Стуруп (аэропорт)
Аэропорт Мальмё, также известный как Аэропорт Мальмё-Стуруп (швед. Malmö flygplats, Sturup flygplats, англ. Malmö Sturup Airport, Malmö Airport) (ИАТА: MMX, ИКАО: ESMS) — третий по пассажирообороту аэропорт Швеции, расположен в 28 км от Мальмё и 26 км от города Лунд. Через Эресуннский мост аэропорт связан с центром Копенгагена (55 км.) и аэропортом Копенгагена (47 км.). Аэропорт Мальмё принимает самолёты, идущие на посадку в аэропорт Копенгагена в случае возникновения проблем, таких как забастовки или туман.

## История
Строительство аэропорта завершилось в 1972, стоимость составила SEK 130 млн, почти в два раза больше, чем прогнозировалось. Аэропорт Стуруп заменил старый аэропорт Буллтофта, который был главным аэропортом региона с 1923. Планы строительства нового аэропорта появились в 1960-е. Развитие Буллтофта было невозможно, так как он находился рядом с развивающейся городской зоной, и жители протестовали против увеличения шумового загрязнения. Строительство началось в 1970, и двумя годами позже, 3 декабря 1972, аэропорт был торжественно открыт. В то же время аэропорт Буллтофта был закрыт. Тем не менее, Служба контроля воздушного трафика Мальмё находилась в Буллтофта до 1983, после чего также переехала в аэропорт Мальмё.
Осенью 2007 ирландская лоу-кост авиакомпания Ryanair отменила все свои рейсы из аэропорта Мальмё.
4 октября 2007 Sterling Airlines объявила об открытии базы в Мальмё и пяти новых направлений: Лондон (Гатвик), Аликанте, Барселона, Ницца и Флоренция. Sterling Airlines базировала три самолёта в аэропорту. 29 октября 2008 компания объявила о своем банкротстве и прекратила все операции в аэропорту Мальмё-Стуруп.

## Цифры
- 1 пассажирский терминал с 8 соединёнными выходами
- 2 грузовых терминала
- 20 стоянок для больших самолётов

## Транспорт

### Аренда автомобилей
В аэропорту работают следующие агенты по аренде автомобилей:
- Avis
- Europcar
- Hertz
- Sixt
- Mabi

### Автобус
- Автобусы Flygbussarna отправляются в Мальмё и Лунд (около 30 отправлений в день в каждый из городов). Время поездки около 40 минут.
- Gråhundbus отправляется в Копенгаген дважды в день. Время до центра Копенгагена — 50 минут.

### Такси
- Рядом со зданием аэропорта есть стоянка такси. Фиксированная цена поездки до Мальмё и Лунда 395 SEK.

### Паркинг
- В аэропорту есть паркинг, где есть кратковременная и долговременная зоны. Стоимость паркинга в час — SEK 20, за 24 часа — SEK 180.

## Инфраструктура
Сервисы:
- Магазины:
  - Pressbyrån
  - Parfym&Taxfree butiken
  - 7-eleven
- Обмен валют
  - Forex
- Рестораны:
  - Coffys
  - Coffys Husman
  - CAFE
- Гостиница
  - Best Western Sturup Airport Hotel
- Зал
  - Эеспресс зал (Malmö Aviation)
- Гольф
  - Поле гольфа в Стурупе

## Авиакомпании
- Direktflyg
- Malmö Aviation
- Scandinavian Airlines
- Sterling Airlines
- Wizz Air

Чартерные авиакомпании, такие как TUIfly Nordic, STS Solresor и Thomas Cook Airlines Scandinavia, организуют рейсы в Испанию, Египет, Грецию и другие страны. Thomas Cook Airlines Scandinavia и TUIfly Nordic также организуют зимние рейсы в Таиланд. Spanair и другие чартерные операторы также осуществляют рейсы из Мальмё.

## Грузовые операторы
- Icelandair Cargo
- Pal
- SAS Cargo Group
- TNT
- UPS
- West Air Sweden
- AirBridgeCargo.COM